# 決不撤退！
《決不撤退！》（英語：Retreat, Hell!）是約瑟夫·劉易斯1952年導演的一部美國戰爭電影，描述美國海軍陸戰隊第一師一個營在朝鮮戰爭中的經歷。

## 情節
美國海軍陸戰隊從各方面徵調人員組成一個營前往韓國。影片描寫該營如何成立以及進行訓練，參與仁川兩棲登陸，北進朝鮮，在中朝邊境的長津湖地區遭到中國人民志願軍以優勢兵力猛烈攻擊。

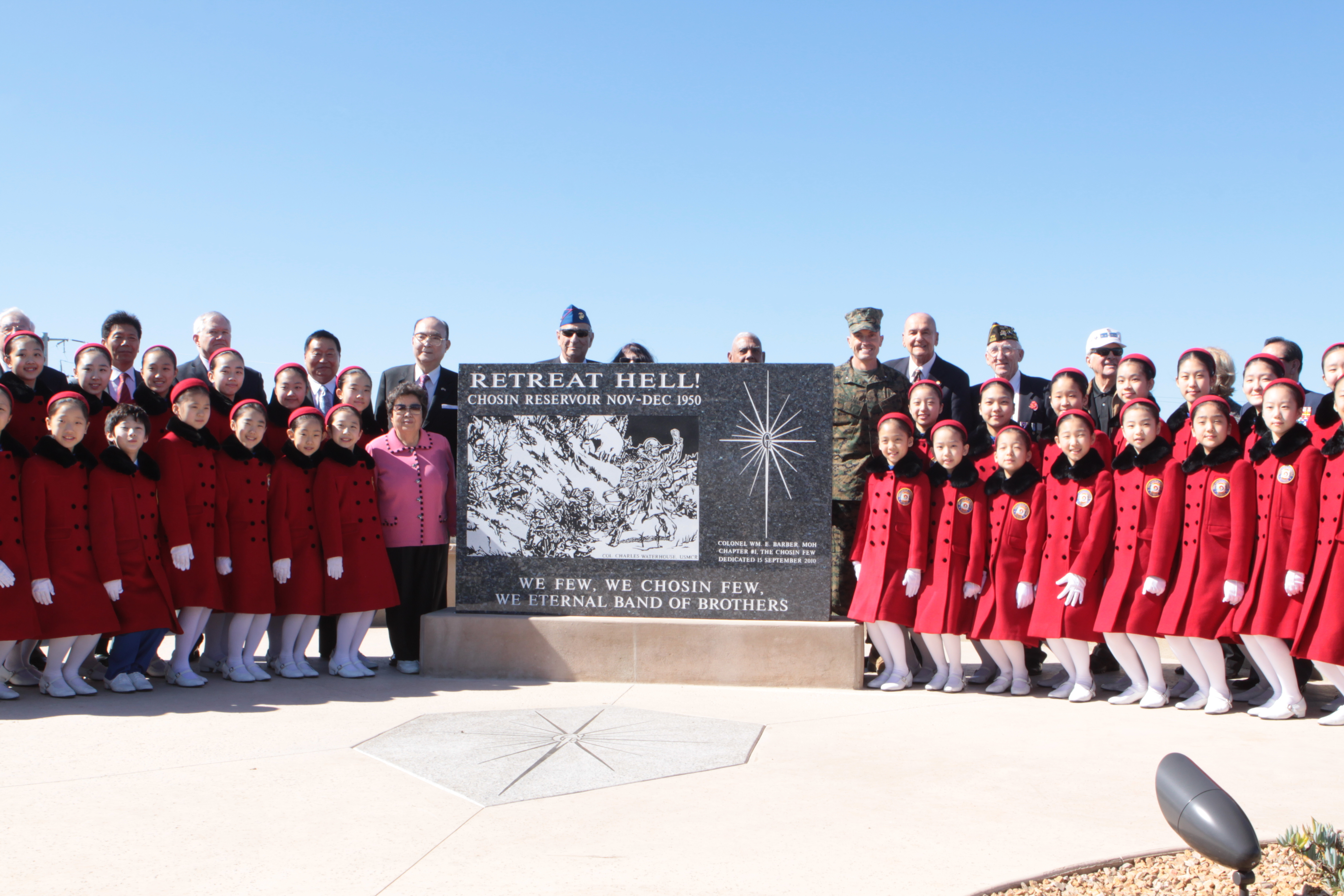
美國海軍陸戰隊彭德爾顿营的「長津精英」名言「決不撤退！」

電影快要結束時，飾演營長的弗蘭克·洛夫喬伊告訴部下，由於共軍的人海戰術攻擊，我們不得不後退，一位士兵問他：“你的意思是撤退！？”，營長回答說：“他媽的撤退！我們只是朝不同的方向進攻！”這是片名的由來。這句話來自美國海軍陸戰隊第1師的師長奧利弗·普林斯·史密斯。

## 人物
弗蘭克·洛夫喬伊飾演一位職業軍人，從美國大使館的工作被調來擔任美國海軍陸戰隊第一師的營長。理查德·卡爾森飾演一位從海軍陸戰隊後備軍人徵召而來的二戰退伍軍人上尉和通訊專家。拉斯·坦布林飾演一位十七歲的士兵，他謊報了自己的真實年齡，以到海外服役。在二戰中美國海軍陸戰隊獲得最多勳章的軍官彼得·朱利安·奧爾蒂斯在本片飾演諾特少校。